# Cathy Song
Cathy Song (Honolulu, 20 augustus 1955) is een Aziatisch-Amerikaanse dichteres. Zij is de winnaar van de Yale Series of Younger Poets Award 1982 voor haar collectie Picture Bride. Song woont in Kahala, Hawaï. De inspiratie voor haar werk ontleent ze aan haar Koreaans-Chinese achtergrond en aan haar ervaringen als Amerikaanse en als vrouw.
Song werd geboren in Honolulu in Hawaï en groeide op in Wahiawa, een stadje op het eiland Oahu. Het eiland met zijn suikerrietvelden en het klimaat en het leven op dat eiland spelen een belangrijke rol in haar gedichten. Wat ook in haar werk doorklinkt, is het Azië van haar voorouders. Haar dichtwerk draait om familie. Zij schrijft over de band die vrouwen aan hun kinderen en ouders bindt, en over de morele eisen en tradities van de gemeenschap en het land. Haar gedichtenbundel Frameless Windows, Squares of Light uit 1988 gaat bijvoorbeeld over familiegeschiedenis en relaties. Songs gedichten hebben een sterk visuele kwaliteit, en worden (door haarzelf) in verband gebracht met het werk van de Japanse prentkunstenaar Kitagawa Utamaro (1754-1806) (befaamd om zijn geishaprenten) en met de Amerikaanse schilder Georgia O'Keeffe (1887-1986).

## Gepubliceerde dichtbundels
- Picture Bride. New Haven: Yale University Press, 1983.
- Frameless Windows, Squares of Light. 1988. Repr. New York: W. W. Norton & Company, 2003.
- School Figures. Pittsburgh: University of Pittsburgh Press, 1994.
- The Land of Bliss. Pittsburgh: University of Pittsburgh Press, 2001.
- Cloud Moving Hands. Pittsburgh: University of Pittsburgh Press, 2007.

- Bibsys: 90247748
- Bibliothèque nationale de France: cb12024920x (data)
- Gemeinsame Normdatei: 139605878
- International Standard Name Identifier: 0000 0000 8108 1084
- Library of Congress Control Number: n83068679
- Nationale Bibliotheek van Israël: 987007345480505171
- Nederlandse Thesaurus van Auteursnamen: 267191987
- SNAC: w6253q57
- Système universitaire de documentation: 074544217
- Virtual International Authority File: 29547463
- WorldCat: E39PBJg4jKMQcfQHbH8JpffTHC